# اچ‌ام‌اس وایورن (۱۸۶۳)
اچ‌ام‌اس وایورن (۱۸۶۳) (به انگلیسی: HMS Wivern (1863)) یک کشتی بود که طول آن ۲۲۴ فوت ۶ اینچ (۶۸٫۴۳ متر) بود. این کشتی در سال ۱۸۶۳ ساخته شد.